# Cauro
Cauro (en cors Cavru) és un municipi francès, situat a la regió de Còrsega, al departament de Còrsega del Sud. L'any 1999 tenia 1.060 habitants.

## Demografia
| 1962 | 1968 | 1975 | 1982 | 1990 | 1999 |
| ---- | ---- | ---- | ---- | ---- | ---- |
| 543  | 559  | 563  | 595  | 849  | 1060 |

## Administració
| Període | Identitat          | Partit | Qualitat |
| ------- | ------------------ | ------ | -------- |
| 2001-   | Jacques Bianchetti | UMP    |          |